# 埃澤達
埃澤達（Ejeda）為位在馬達加斯加西南部的城鎮，由阿齊莫-安德列發那區安帕尼希縣（Ampanihy District）管轄。2001年人口普查估計該城鎮人口約有37,000人。
埃澤達位在林塔河附近，可藉由二級公路國道10號來抵達此鎮。
埃澤達有座當地機場。該城鎮有小學和初等中學。該城鎮提供鎮民醫療服務。
該城鎮有60%的居民為農民，另外有35%的居民從事畜牧業。玉米為該城鎮最主要的作物，而其他主要作物還有花生、木薯以及鷹嘴豆等。另外從事服務業的居民佔該城鎮人口總數的5%。